# Епитоп
Епитопът, известен също като антигенна детерминанта, е част от антигена, която се разпознава от имунната система, по-специално с антитела, B-клетки или T-клетки. Частта от антитялото, която разпознава епитопа се нарича паратоп. Въпреки че епитопите обикновено са на чужди за организма протеини, секвенции, получени от собствени антигени могат да бъдат разпознати също като епитопи.
Епитопите на протеинови антигени са разделени в две категории, конформационни епитопи и линейни епитопи, въз основа на тяхната структура и взаимодействие с паратопа. Конформационните епитопи се състоят от раздалечени в първичната структура на протеина аминокиселинни последователност, които се отзовават близко едни до други при пространствената третична и четвъртична структура на антигена. Повечето епитопи са конформационни.
От друга страна, линейните епитопи взаимодействат с паратопа, въз основа на първичната им структура. Линейният епитоп се формира от една непрекъсната последователност на аминокиселините от антигена.

## Функция

### Т-клетъчни епитопи
Т-клетъчни епитопи се представят на повърхността на антиген-представящи клетки, където те са представени от MHC молекулите. Т-клетъчни епитопи, представени от MHC клас I молекули обикновено са пептиди между 8 и 11 аминокиселини дължина, докато MHC клас II молекулите представят дълги пептиди, 13 – 17 аминокиселини, а некласическите MHC молекулите представи също така непептидни епитопи като гликолипиди.

## Кръстосана реактивност
Епитопите понякога притежават кръстосана реактивност. Това свойство се използва от имунната система за регулация чрез анти-идиотипни антитела (първоначално предложен от Нобеловия лауреат Нилс Кай Ерне). Ако антитяло се свърже с епитоп на антиген, паратопа може да стане епитоп за друго антитяло, което след това ще се свърже с него. Ако това второ антитяло е от клас IgM, свързването му може да засили имунния отговор, ако второто антитяло е от клас IgG, свързването му може да потисне имунната реакция.